# Udine (metrostation)
Udine is een metrostation in de Italiaanse stad Milaan dat werd geopend op 27 september 1969 en wordt bediend door lijn 2 van de metro van Milaan.

## Geschiedenis
In het metroplan van 1952 was Udine opgenomen als oostelijk eindpunt van lijn 2. De bouw van lijn 2 begon eind 1964 nadat lijn 1 was geopend. In 1962 was begonnen om de interlokale tram naar het Addadal op vrije baan te brengen. Deze interlokale tram was ten zuiden van Loreto al vervangen door metrolijn 1 en in het kader van de ombouw zou het nieuwe eindpunt aan de stadskant naast de ATM werkplaats bij het Piazza Sire Raul komen. Dit nieuwe eindpunt ligt 600 meter ten westen van Udine en zou betekenen dat reizigers uit het Addadal geen aansluiting zouden hebben met het stadsnet. Nog tijdens de bouw van de vrije baan werd besloten om de bovengrondse vrije baan met een helling ten noorden van Udine met metrolijn 2 te verbinden. Hierdoor is Udine nooit eindpunt geworden en op 27 september 1969 begon de dienst tussen Caiazzo en Cascina Gobba, waarbij bovengronds een gemengd bedrijf met de sneltram bestond. Op 4 december 1972 werden de trams uitgerangeerd en sindsdien rijden alle diensten als metro tussen het Addadal en het centrum via Udine.

## Ligging en inrichting
Het station ligt onder de Via Carnia naast de Chiesa San Leone Magno en is gebouwd naar het standaardontwerp voor de “gemeentelijke” (lijn 1 & 2) metrostations. De toegangen liggen op de hoeken van de Via Carnia met het naamgevende plein het Piazzale Udine. Vlak ten zuiden van het plein gaat de openbouwputtunnel over in twee parallel geboorde tunnels onder de Via Ronchi. Gezien het oorspronkelijke plan om Udine als eindpunt te gebruiken ligt iets verder naar het zuiden een kruiswissel tussen de enkelsporige tunnels zodat metrostellen in beide richtingen van spoor kunnen wisselen. Ten noorden van het station loopt een dubbelsporige tunnel naar de via Palmanova die ter hoogte van de Via Oropa uitmondt op de vrije baan. 